# كاسلبيري
كاسلبيري (بالإنجليزية: Castleberry)‏ هي مدينة أمريكية تقع في ولاية ألاباما.تبلغ مساحة هذه المدينة 4.4 (كم²)،ويبلغ عدد سكانها 590 نسمة حسب إحصاء سنة 2010 م.تشير الإحصاءات بأن الكثافة السكانية في هذه المدينة تقدر بـ(134.1) نسمة/كم2.

## التركيبة السكانية
حدّد مكتب تعداد الولايات المتحدة بيانات التركيبة السكانية لكاسلبيري في تعداد الولايات المتحدة. في ما يلي، التركيبة السكانية حسب تعدادي 2000 و2010.

### تعداد عام 2000
بلغ عدد سكان كاسلبيري 590 نسمة بحسب تعداد عام 2000، وبلغ عدد الأسر 257 أسرة وعدد العائلات 150 عائلة مقيمة في البلدة. في حين سجلت الكثافة السكانية 131.7 نسمة لكل كيلومتر مربع (341.1/ميل2). وبلغ عدد الوحدات السكنية 331 وحدة بمتوسط كثافة قدره 73.9 لكل كيلومتر مربع (191.4/ميل2).
وتوزع التركيب العرقي للبلدة بنسبة 63.22% من البيض و35.59% من الأمريكيين الأفارقة و0.85% من سكان جزر المحيط الهادئ و0.34% من عرقين مختلطين أو أكثر.
بلغ عدد الأسر 257 أسرة كانت نسبة 31.5% منها لديها أطفال تحت سن الثامنة عشر تعيش معهم، وبلغت نسبة الأزواج القاطنين مع بعضهم البعض 39.7% من أصل المجموع الكلي للأسر، ونسبة 16% من الأسر كان لديها معيلات من الإناث دون وجود شريك، بينما كانت نسبة 2.7% من الأسر لديها معيلون من الذكور دون وجود شريكة وكانت نسبة 41.6% من غير العائلات. تألفت نسبة 37.7% من أصل جميع الأسر من عدة أفراد يعيشون في نفس المنزل ونسبة 18.3% كانت تتألف من شخص يعيش بمفرده يبلغ من العمر 65 عاماً أو أكثر. وبلغ متوسط حجم الأسرة المعيشية 2.30، أما متوسط حجم العائلات فبلغ 3.05.
بلغ العمر الوسطي للسكان 36.3 عاماً. وكانت نسبة 25.1% من القاطنين تحت سن الثامنة عشر، وكانت نسبة 6.6% بين الثامنة عشر والرابعة والعشرين عاماً، ونسبة 27.6% كانت واقعةً في الفئة العمرية ما بين الخامسة والعشرين والرابعة والأربعين عاماً، ونسبة 24.4% كانت ما بين الخامسة والأربعين والرابعة والستين، ونسبة 16.3% كانت ضمن فئة الخامسة والستين عاماً فما فوق. يوجد لكل 100 أنثى 79.9 ذكر، ويوجد لكل 100 أنثى في الثامنة عشر من عمرها فما فوق 74.0 ذكر.
بلغ متوسط دخل الأسرة في البلدة 21,204 دولارًا، أما متوسط دخل العائلة فبلغ 30,000 دولارًا. وكان متوسط دخل الذكور 27,386 دولارًا مقابل 17,143 دولارًا للإناث. وسجل دخل الفرد الخاص بالبلدة 13,154 دولارًا. وكانت نسبة 21.8% من العائلات ونسبة 26.6% من السكان تحت خط الفقر، وكان من هؤلاء نسبة 35.4% تحت سن الثامنة عشر ونسبة 29.2% في الخامسة والستين من العمر وما فوق.

### تعداد عام 2010
بلغ عدد سكان كاسلبيري 583 نسمة بحسب تعداد عام 2010، وبلغ عدد الأسر 265 أسرة وعدد العائلات 152 عائلة مقيمة في البلدة. في حين سجلت الكثافة السكانية 130.1 نسمة لكل كيلومتر مربع (337.0/ميل2). وبلغ عدد الوحدات السكنية 318 وحدة بمتوسط كثافة قدره 71 لكل كيلومتر مربع (183.9/ميل2).
وتوزع التركيب العرقي للبلدة بنسبة 59.18% من البيض و38.42% من الأمريكيين الأفارقة و0.34% من الأمريكيين الأصليين و0.17% من الأعراق الأخرى و1.89% من عرقين مختلطين أو أكثر و0.51% من الهسبانيون أو اللاتينيون من أي عرق.
بلغ عدد الأسر 265 أسرة كانت نسبة 24.5% منها لديها أطفال تحت سن الثامنة عشر تعيش معهم، وبلغت نسبة الأزواج القاطنين مع بعضهم البعض 31.7% من أصل المجموع الكلي للأسر، ونسبة 18.5% من الأسر كان لديها معيلات من الإناث دون وجود شريك، بينما كانت نسبة 7.2% من الأسر لديها معيلون من الذكور دون وجود شريكة وكانت نسبة 42.6% من غير العائلات. تألفت نسبة 38.1% من أصل جميع الأسر من عدة أفراد يعيشون في نفس المنزل ونسبة 11.3% كانت تتألف من شخص يعيش بمفرده يبلغ من العمر 65 عاماً أو أكثر. وبلغ متوسط حجم الأسرة المعيشية 2.20، أما متوسط حجم العائلات فبلغ 2.89.
بلغ العمر الوسطي للسكان 43.6 عاماً. وكانت نسبة 20.6% من القاطنين تحت سن الثامنة عشر، وكانت نسبة 9.3% بين الثامنة عشر والرابعة والعشرين عاماً، ونسبة 22% كانت واقعةً في الفئة العمرية ما بين الخامسة والعشرين والرابعة والأربعين عاماً، ونسبة 31.9% كانت ما بين الخامسة والأربعين والرابعة والستين، ونسبة 16.3% كانت ضمن فئة الخامسة والستين عاماً فما فوق. وتوزع التركيب الجنسي للسكان بنسبة 48.7% ذكور و51.3% إناث.